# Liparia angustifolia
Liparia angustifolia là một loài thực vật có hoa trong họ Đậu. Loài này được (Eckl. & Zeyh.) A.L. Schutte miêu tả khoa học đầu tiên năm 1994.